# The Road to Hong Kong
The Road to Hong Kong (br Dois Errados no Espaço) é uma comédia cinematográfica britânica de 1962 dirigida por Norman Panama e protagonizado por Bob Hope e Bing Crosby. É o sétimo e último filme da série Road to.... Dorothy Lamour não protagoniza esse filme como nos outros seis, mas faz uma participação especial e quem a substitui é a atriz Joan Collins. Além de Dorothy, há outras participações de grandes nomes como Dean Martin, Frank Sinatra, Peter Sellers, David Niven, Zsa Zsa Gabor e Roger Delgado. É o único da série a não ser distribuído pela Paramount, e sim pela United Artists.

## Sinopse
Harry Turner (Bing Crosby) e Chester Badcock (Bob Hope) é uma dupla fracassada pelo teatro de variedades. Já procurados pela polícia por inúmeras fraudes, eles vão a Calcutá para vender seus ingressos para a próxima e maior enganação: o voo interplanetário de um astronauta. Chester, sendo o austronauta na apresentação, acaba machucado a sua cabeça e sendo levado ao hospital. O médico diz que ele somente vai se recuperar 100% se tomar um chá de uma mística erva do Tibete.
Diane (Joan Collins) é uma agente da organização chamada Echelon, que tem grandes planos para dominar o mundo. Ela acaba confundindo Chester com um dos outros agentes que iria ao seu encontro no aeroporto carregando uma maleta preta com três círculos. Chester acaba pegando essa mala por engano e então, Diane acha que ele é o seu cúmplice.
Com isso, a dupla vai acabar arrumando as maiores confusões com a organização de espionagem internacional.

## Elenco
- Bing Crosby - Harry Turner
- Bob Hope - Chester Badcock
- Joan Collins - Diane (Terceira agente da Echelon)
- Robert Morley - Terceiro líder da Echelon
- Walter Gotell - Dr. Zorbb
- Feliz Aylmer - Grande Lama
- Alan Gifford - Oficial Americano
- Michelle Mok - Senhor Ahso
- Katya Douglas - Terceira recepcionista da Echelon
- Roger Delgado - Jhinnah
- Robert Ayres - Oficial Americano
- Mei Ling - Ming Toy
- Jacqueline Jones - Loira no aeroporto
- Yvonne Shima - Poon Soon
- Dorothy Lamour
- Dean Martin
- Frank Sinatra
- Peter Sellers
- David Niven
- Zsa Zsa Gabor
- Roger Delgado